# Valmikipuram
Valmikipuram (còn gọi là Vayalpadu) là một thị trấn và mandal thuộc huyện Chittoor, bang Andhra Pradesh. The town is known for the "Sri Pattabhi Rama temple" built by Valmiki the author of great epic Ramayana 
Vayalpadu Railway Station is Britishers railway station

## Geography
Vayalpad is located at 13°39′00″B 78°38′00″Đ / 13,65°B 78,6333°Đ. It has an average elevation of 611 meters (2007 feet).